# 주대하
주대하(朱大河, 1967년 3월 21일~)는 대한민국의 정치인이다. 제10대 강원도의원을 역임했다.

## 학력
- 속초중앙초등학교
- 속초중학교
- 속초고등학교
- 서울대학교 체육교육학 학사

## 경력
- 2016 리우페럴림픽 국가대표 육상 총감독
- 국무총리 자문위원
- 2018.07 ~ 2022.03: 제10대 강원도의회 의원(초선, 속초시 제1선거구)
- 2022.10 ~ : 더불어민주당 강원도당 교육연수위원장

## 역대 선거 결과
|  | 54.47% |

|  | 43.05% |